# Operation: Take Back Hip-Hop
Albums par Craig G
This Is Now!!!
(2003)
Albums par Marley Marl
Hip Hop Lives
(2007)
Operation: Take Back Hip-Hop est un album collaboratif de Craig G et Marley Marl, sorti le 17 juin 2008.

## Liste des titres
| No  | Titre                                     | Contient un (des) sample(s) de                                                                          | Durée |
| --- | ----------------------------------------- | --- | ----- |
| 1.  | Intro                                     | | 0:14  |
| 2.  | Reintroduction                            | You Mother You de James Brown                                                                           | 3:40  |
| 3.  | Quality Work (featuring Rakaa Iriscience) | Battle with Onikage de Noriyuki Asakura                                                                 | 3:58  |
| 4.  | Made the Change                           | The Rill Thing de Little Richard One More Time de Daft Punk Juicy de The Notorious B.I.G.               | 4:16  |
| 5.  | Deep Down                                 | | 4:17  |
| 6.  | We Gets It In (featuring Talib Kweli)     | Les Dunes d'Ostende de François de Roubaix Just Rhymin' with Biz de Big Daddy Kane featuring Biz Markie | 3:32  |
| 7.  | Just What I Need                          | You're Just What I Need de Betty Wright                                                                 | 3:04  |
| 8.  | All Seasons                               | | 4:23  |
| 9.  | War Going On (featuring Cormega)          | Get Off Your Ass and Jam de Funkadelic Survival of the Fittest de Mobb Deep                             | 4:12  |
| 10. | Skates                                    | The Sweetest Pain de Dexter Wansel                                                                      | 3:48  |
| 11. | Stay in Ya Lane                           | | 4:07  |
| 12. | Open Ya Eyes                              | | 4:19  |
| 13. | Regrets                                   | Who Is She and What Is She to You de Madelaine                                                          | 4:19  |
| 14. | Not a Word                                | Smokin Cheeba-Cheeba du Harlem Underground Band                                                         | 3:10  |
| 15. | Rock Dis (featuring KRS-One)              | | 2:46  |
| 16. | Don't Make Me Laugh (Stick Up Anthem)     | | 3:39  |
| 17. | The Day Music Died                        | | 7:01  |